# 9月11日
9月11日是阳历年的第254天（闰年是255天），离一年的结束还有111天。
在英國和北美十三州，因1752年將曆法從儒略曆轉換至格里曆，故該年沒有9月11日。

## 大事记

### 17世紀以前
- 9年：條頓堡森林戰役結束。
- 506年：高盧的西哥特主教團於阿格德大會上齊聚一堂。
- 1297年：蘇格蘭王國军队在橋之役中击败英格蘭王國军队。
- 1565年：奥斯曼帝国军队从马耳他撤退，马耳他之围解除。

### 17世紀
- 1609年：亨利·哈德逊登陆曼哈顿岛，命名哈德逊河。
- 1609年：西班牙开始驱逐所有摩里斯科人。
- 1683年：奥斯曼帝国军队围攻维也纳。

### 18世紀
- 1708年：大北方战争：瑞典国王卡尔十二世在斯摩棱斯克转而南下乌克兰，放弃进军莫斯科，成为战争的转折点。
- 1709年：維拉爾元帥領導的法軍在馬爾普拉凱戰役中失利，但因敵軍承受遠高於法軍的傷亡，使其成為歷史上著名的皮洛士式勝利。
- 1714年：西班牙王位继承战争：巴塞罗那被波旁王朝军队征服。
- 1776年：英国与北美殖民地之间的和谈在斯塔腾岛破裂。
- 1789年：曾參與編輯《聯邦黨人文集》的美國開國元勛亞歷山大·漢彌爾頓就任第一任美國財政部長。

### 19世紀
- 1802年：法国宣布併吞皮埃蒙特王国。
- 1857年：美國一批100多人的移民在途经猶他州时遭到摩門教徒的屠殺，史稱山地草場屠殺事件。
- 1893年：印度哲學家斯瓦米·維韋卡南達首次在美國芝加哥宗教會議上介紹印度教信仰。
- 1897年：衣索比亞帝國军队俘虏咖法（英语：Kingdom of Kaffa）国王，咖法王国灭亡。

### 20世紀
- 1913年：中国名流内阁组成。
- 1914年：第一次世界大戰：澳大利亚攻占德屬新幾內亞。
- 1919年：美国入侵洪都拉斯。
- 1921年：犹太人开始在巴勒斯坦建立定居点
- 1922年：英国政府宣布巴勒斯坦为英国“委任统治地”。阿拉伯各国同时宣布这一天为“悼念日”。
- 1939年：第二次世界大戰：加拿大对納粹德國宣战。
- 1940年：第二次世界大战：匈牙利王國完成对北特蘭西瓦尼亞的佔領。
- 1941年：第二次世界大戰：英國白金漢宮禮拜堂遭納粹德國空軍炸毀。
- 1941年：美國五角大楼开始动工兴建。
- 1941年：第二次世界大戰：美国海军受命可以攻击納粹德國潜艇。
- 1941年：梅德韋傑夫森林大屠殺
- 1943年：第二次世界大戰：德军占领科西嘉岛。
- 1944年：第二次世界大戰：美国军队攻入德国西部边境。
- 1945年：在8月15日大日本帝國宣佈無條件投降後，於本日正式與同盟國軍隊簽署投降文件。駐紮在砂拉越的日本憲兵隊於此日全面撤出砂拉越，砂拉越至此正式光復。
- 1945年：第二次世界大戰：澳大利亞陸軍第9師占领日本在加里曼丹岛上设立的多个集中营，解救出2000多名战俘和平民，日军原计划在9月15日处决他们。[來源請求]
- 1951年：日本加入國際標準化組織。
- 1953年：中華人民共和國建立後於其國內或外地發生的一系列反對中國共產黨一黨執政，倡導實行自由、民主、人權、憲政的持續性政治運動，即中华人民共和国民主运动。
- 1955年：耶稣基督后期圣徒教会首次在欧洲建造了圣殿瑞士伯尔尼圣殿。
- 1961年：世界野生动物基金会（WWF）成立。
- 1968年：国际船级社协会在西德汉堡市成立。
- 1968年：法國航空1611班機於法國南部城市尼斯墜毀，機上95人全部罹難。
- 1969年：日本恐怖组织“赤军”成立[來源請求]。
- 1970年：福特汽車首次介紹福特平托。
- 1972年：金庸宣布结束武侠小说创作。
- 1972年：美國舊金山灣區捷運系統第一條線建成開通運營。
- 1973年：智利陸軍總司令奧古斯圖·皮諾契特發動軍事政變，迫使總統薩爾瓦多·阿葉德自殺，進而建立軍政府。
- 1978年：美国总统吉米·卡特、埃及总统萨达特和以色列总理贝京在美國会晤。
- 1989年：匈牙利开放与奥地利之间的边境，大批东德公民逃往西方。
- 1989年：香港無綫電視兒童節目閃電傳真機首播。
- 1990年：香港紅磡燃燒彈縱火案，6死23人傷，警方將案件列作兇殺及縱火案處理，並成立專案組調查。
- 1992年：颶風伊尼基直接吹襲夏威夷群島第四大島考艾島，是歷來吹襲美國夏威夷州的最強颶風。
- 1997年：苏格兰舉行公投,就有關重新建立地方議會等權力下放議題進行表決

### 21世紀
- 2001年：盖达组织针对美国纽约与华盛顿哥伦比亚特区目标发动一系列自杀式恐怖攻击，造成2,996人死亡[1]。
- 2002年：五角大樓完成重修，剛好是九一一袭击事件一年後。
- 2005年：日本眾議院大選，自民黨取得壓倒性勝利。
- 2007年：俄羅斯進行測試真空彈炸彈之父。
- 2007年：衣索比亞人慶祝衣索比亞曆2000年的來臨。
- 2008年：中國奶製品製造商三鹿集團宣布召回受到三聚氰胺污染的部分奶粉，已有432名嬰幼兒被疑因食用該品牌奶粉而患上腎結石等病，其中1人死亡。
- 2009年：中華民國前總統陳水扁因貪污、洗錢案，而在一審被台北地方法院判處無期徒刑及褫奪公權終身，成為中華民國史上第一位因貪污被判有罪的總統。
- 2009年：日本宇宙航空研究開發機構首艘空間站轉運飛行器白鸛號在種子島宇宙中心由H-IIB運載火箭搭載升空，前往國際太空站。
- 2012年：美国驻利比亚大使克里斯多夫·史蒂文斯等4名外交人员在利比亚班加西发生的反美抗议活动中遇袭身亡。
- 2013年：中華職業棒球大聯盟兄弟象隊最後一戰。
- 2013年：上萬名加泰隆尼亞人以人鏈的方式共同組成加泰羅尼亞之路，以表示支持加泰隆尼亞獨立運動進行。
- 2018年：印度南部特倫甘納邦一部巴士超載，失控墮下山谷，造成最少55人死亡，至少33人受傷。[2]
- 2020年：在美國總統唐納·川普斡旋下，巴林與以色列達成「《巴林－以色列和平協議》」，成為第4個以及近一個月內第2個與以色列建交的阿拉伯國家與波斯灣國家。

## 出生
- 1182年：源賴家，日本鎌倉幕府第2代征夷大將軍。（1204年逝世）
- 1524年：比埃爾·德龍沙，法國詩人。（1585年逝世）
- 1611年：蒂雷納子爵，法國名將，六大法國大元帥之一。（1675年逝世）
- 1656年：烏爾莉卡·埃莉奧諾拉，瑞典王后。（1693年逝世）
- 1711年：威廉·博伊斯，英國作曲家、音樂學家。（1779年逝世）
- 1711年：蒙戈·帕克，英國探險家。（1806年逝世）
- 1786年：弗里德里希·库劳，德裔丹麥作曲家。（1832年逝世）
- 1804年：派屈克·格蘭特，英屬印度陸軍軍官。（1895年逝世）
- 1816年：卡爾·蔡司，德國光學專家、企業家。（1888年逝世）
- 1825年：爱德华·汉斯力克，奧地利美學家、音樂評論家。（1904年逝世）
- 1847年：瑪麗·華生·惠特尼，美國天文學家。（1921年逝世）
- 1862年：歐·亨利，美國短篇小說作家。（1910年逝世）
- 1865年：亞歷山大·史密斯，英國化學家、教育家。（1922年逝世）
- 1877年：費利克斯·捷爾任斯基，蘇联政治家。（1926年逝世）
- 1881年：阿斯泰·妮爾森，丹麥演員。（1972年逝世）
- 1885年：大卫·赫伯特·勞伦斯，英國作家。（1930年逝世）
- 1893年：熊庆来，中國近代数学家。（1969年逝世）
- 1895年：維諾巴·巴韋，印度修行者、甘地繼承者。（1982年逝世）
- 1899年：菲力普·鮑赫勒，納粹德國官員。（1945年逝世）
- 1899年：錢松嵒，中國山水畫家。（1985年逝世）
- 1902年：詹如柏，中國共產黨領導人物。（1935年逝世）
- 1903年：狄奧多·阿多諾，德國社會學家、哲學家、音樂家、作曲家。（1969年逝世）
- 1910年：格哈德·施羅德，德國法學家和政治家，MdB，聯邦部長，聯邦議會議員（1989年逝出）
- 1911年：陳文饒，越南革命活動家、教師、科學家、歷史學家、哲學家。（2010年逝世）
- 1917年：，曾任菲律宾總統。（1989年逝世）
- 1917年：岩澤健吉，日本數學家。（1998年逝世）
- 1924年：丹尼爾·阿卡卡，美國參議院民主黨參議員。（2018年逝世）
- 1925年：羅裕，臺灣土木工程師。（1957年逝世）
- 1927年：王天林，香港著名電影導演。（2010年逝世）
- 1935年：阿福·佩爾特，愛沙尼亞「神聖簡約主義」主要作曲家之一。
- 1937年：保拉，比利時王后。
- 1937年：羅伯特·克里彭，美國太空人。
- 1939年：查爾斯·格施克，美國企業家，Adobe公司創办人。（2021年逝世）
- 1940年：农德孟，曾任越南共产党中央委员会总书记、越南国会主席。
- 1940年：布赖恩·德帕爾馬，美國電影導演、編劇。
- 1943年：昆吞乌，緬甸撣邦政治人物。
- 1944年：艾華拿度，巴西足球運動員。（1974年逝世）
- 1945年：弗朗茨·贝肯鲍爾，德國足球運動員、教練、領隊。（2024年逝世）
- 1946年：曾蔭培，前香港警務處處長。
- 1950年：邁克·考西，美國政治人物。
- 1951年：珍-馬克·凡登-布魯克，比利時裔英國數學家。
- 1953年：余若薇，香港政治人物。
- 1956年：，美國電影編劇、導演。
- 1957年：布拉德·伯德，美國電影導演、配音員、動畫師、編劇。
- 1958年：徐生明，台灣職棒教練。（2013年逝世）
- 1960年：涼風真世，日本女性聲優、演員。
- 1960年：天野浩，日本工程學家，2014年諾貝爾物理學獎得主。
- 1961年：陳庭威，香港演員。
- 1961年：维吉妮娅·马德森，美國女演員、製片人。
- 1963年：苑瓊丹，香港女演員。
- 1965年：巴沙尔·阿萨德，敘利亞政治人物、獨裁者，第19任敘利亞總統。
- 1965年：，美國音樂人、DJ。
- 1965年：卜學亮，台灣藝人。
- 1966年：秋篠宮妃紀子，日本天皇明仁二兒媳、結核預防會總裁、日本紅十字社名譽副總裁。
- 1966年：刘五性，韩国男演员。
- 1967年：小亨利·康尼克，美國爵士樂音樂家、演員。
- 1967年：成在基，韓國人權運動家、市民運動家。
- 1968年：羅明珠，香港女演員 (2016年逝世)
- 1969年：具俊曄，韓國男歌手。
- 1970年：塔拉吉·P·漢森，美國女演員。
- 1971年：森山大輔，日本漫畫家。
- 1971年：李察·艾希克羅，英國創作歌手，神韻合唱團創始人、主唱。
- 1973年：蘇有朋，台灣男歌手、演員。
- 1973年：迪天奴，香港巴西籍足球運動員。
- 1974年：孙佳君，新加坡女演员。
- 1974年：陳琬惠，台灣政治人物，現任台灣民眾黨宜蘭縣黨部主任委員。
- 1975年：關一人，日本男子帆船運動員。
- 1977年：，英國音樂家、酷玩樂團主奏吉他手。
- 1977年：，非裔美國說唱歌手、演員。
- 1977年：譚晶，中國歌唱家、演員。
- 1978年：，塞爾維亞足球運動員。
- 1979年：胡婷婷，台灣演員。
- 1980年：楊一展，台灣演員。
- 1980年：安东尼奥·皮佐尼亚，巴西賽車手。
- 1980年：雅戈比·艾尔斯布里，第一位登上美國職棒大聯盟的納瓦霍人。
- 1980年：郑棋元，中国男歌手，音乐剧演员。
- 1981年：山本麻里安，日本女性聲優。
- 1981年：迪倫·克萊伯德，美國科羅拉多州科倫拜高中校園槍擊事件製造者之一。（1999年逝世）
- 1981年：文宇軒，香港體育新聞主播。
- 1981年：珍妮·提恩坡苏皖，泰国女演员。
- 1982年：戴君竹，台灣演員。
- 1982年：絲莉婭·紗蘭，印度女演員。
- 1982年：斯维特兰娜·季哈诺夫斯卡娅，白俄羅斯活動家。
- 1983年：江一燕，中國女演員。
- 1983年：游顥，台灣政治人物，現任南投縣第二選區立法委員，前南投縣議員[3]。
- 1984年：安田章大，日本演員、歌手。
- 1986年：中村知世，日本女藝人。
- 1987年：王家梁，台灣男演員、模特兒。
- 1987年：大島麻衣，日本女性歌手、演員、寫真集女星。
- 1988年：李龍大，韓國男子羽球運動員。
- 1989年：倉持明日香，日本女子偶像團體AKB48隊長。
- 1989年：引坂理繪，日本女性聲優。
- 1989年：种丹妮，中国女演员。
- 1991年：凱戈，挪威音樂家、DJ、唱片製作人。
- 1992年：李亦捷，台灣女演員。
- 1992年：磯村勇斗，日本男演員。
- 1992年：高田彩香，日本女演員。
- 1993年：陳熙蕊，香港主持人、演員。
- 1993年：寧桓宇，中國歌手。
- 1994年：卡梅隆·布瑞爾，美國男子田徑運動員。（2021年逝世）
- 1996年：李函穆，新加坡女歌手。
- 1996年：蒂恩·斯爾比奇，克羅埃西亞男子競技體操運動員。
- 1996年：陳霓，台灣女演員、歌手。
- 1996年：吳宇恆，中國男演員、歌手。
- 1997年：李凱威，臺灣職業棒球運動員。
- 1997年：森迫永依，日本女童星。
- 1998年：王樹熹，香港男演員。
- 1998年：姚晓棠，中国女歌手。
- 2001年：江均，臺灣男子籃球運動員。
- 2002年：李政县，韩国男子偶像组合EVNNE成员。
- 2003年：，英格蘭職業足球運動員。
- 2005年：陈芋汐，中国女子跳水运动员。
- 2006年：玉井陸斗，日本男子跳水運動員。

## 逝世
- 1063年：貝拉一世，匈牙利國王。（1015年出生）
- 1161年：梅利桑德，耶路撒冷女王。（1105年出生）
- 1185年：史蒂芬·哈吉奧克里斯托夫萊斯，拜占庭帝國官員。（約1130年出生）
- 1213年：金卫绍王完颜允济，金朝皇帝。
- 1599年：貝亞特麗切·倩契，犯下弒親罪的義大利貴族女性，她和養母、哥哥在同一天被處死。（1577年出生）
- 1680年：後水尾天皇，日本第108代天皇。（1596年出生）
- 1733年：弗朗索瓦·庫普蘭，法國作曲家，被稱為法國鍵盤音樂之父。（1668年出生）
- 1823年：大卫·李嘉图，经济学家。（1772年出生）
- 1852年：蕭朝貴，太平天国西王。（1820年出生）
- 1888年：多明戈·福斯蒂諾·薩米恩托，第七任阿根廷總統。（1811年出生）
- 1894年：榊原鍵吉，日本劍術家（1830年出生）
- 1923年：張勳，中國清朝至中華民國時期軍閥（1854年出生）
- 1944年：彭雪枫，八路军将领。（1907年出生）
- 1945年：夏爾·法布里，法國物理學家。（1867年出生）
- 1948年：穆罕默德·阿里·真納，巴基斯坦立国运动领袖。（1876年出生）
- 1950年：揚·史末資，南非前总理。（1870年出生）
- 1985年：夏目雅子，日本女演員。（1957年出生）
- 1971年：赫鲁晓夫，前苏联共产党中央第一书记、部长会议主席。（1894年出生）
- 1973年：薩爾瓦多·阿连德，智利政治人物、醫師，第29任智利總統。（1908年出生）
- 1978年：羅尼·彼得森，瑞典一級方程式賽車車手。（1944年出生）
- 1984年：傑瑞·夫瑞斯，美國政治人物，曾任聯邦眾議員。（1901年出生）
- 1986年：亨利·德沃爾夫·史邁斯，美國物理學家、外交家、官僚。（1898年出生）
- 1990年：蔡暢，中國婦女運動領袖，第四、五屆全國人民代表大會常務委員會副委員長，全國婦聯名譽主席。（1900年出生）
- 1994年：潔西卡·坦迪，英國女演員。（1909年出生）
- 1994年：许国璋，英语教育家。（1915年出生）
- 2000年：簡而清，香港作家。（1927年出生）
- 2001年：穆罕默德·阿塔，埃及恐怖分子，基地組織成員，九一一事件劫機者領袖。（1968年出生）
- 2003年：安娜·林德，瑞典外交部長。（1957年出生）
- 2006年：關海山，香港藝人、粵劇紅伶。（1925年出生）
- 2009年：葛楚德·拜恩斯，美國超級人瑞。（1894年出生）
- 2009年：臼井儀人，日本漫畫家，代表作為《蜡笔小新》。（1958年出生）
- 2011年：田口文章，日本微生物學家。（1937年出生）
- 2012年：克里斯多夫·史蒂文斯，美国外交官。（1960年出生）
- 2017年：苏丹端姑阿都哈林，第28任吉打蘇丹、馬來西亞第5、14任最高元首。（1927年出生）
- 2018年：庫爾蘇姆·納瓦茲·謝里夫，巴基斯坦第一夫人。（1950年出生）
- 2019年：優素福·哈比比，印尼政治人物，第3任印尼總統。（1936年出生）
- 2021年：阿維馬埃爾·古斯曼，秘魯共產黨 (光輝道路)領袖。（1934年出生）
- 2021年：馮光青，越南國防部部長。（1949年出生）
- 2022年：艾倫·坦納，瑞士電影導演。（1929年出生）
- 2022年：哈维尔·马里亚斯，西班牙小說家、翻譯家、專欄作家。（1951年出生）
- 2024年：阿爾韋托·藤森，日本裔秘鲁政治人物，第45任祕魯總統。（1938年出生）

## 节假日和习俗
- 拉丁美洲：教師節
- 加泰罗尼亚：民族日
- 美国：愛國日
- 羅馬尼亞：知識日
- 衣索比亞：新年，慶祝埃塞俄比亞曆首月的第一日，公曆閏年則在9月12日慶祝。